# Eusebi el Monjo
Eusebi el Monjo, fou un monjo del monestir de Nítria a la part occidental de la branca Canòpica del Nil. Fou un dels quatre desterrats per Teòfil, bisbe d'Alexandria per defensar les opinions d'Orígens al començament del segle v, junt amb Dioscur, Ammoni i Eutimi (Dioscurus, Ammonius, i Euthymius). Va anar a Constantinoble on fou rebut per Sant Joan Crisòstom i aquesta protecció va suposar per Crisòstom la seva deposició. Eusebi era un home d'autèntica pietat.